# Pièces de monnaie en escudo portugais
Les pièces de monnaie en escudo portugais sont une des représentations physiques, avec les billets de banque, de la monnaie nationale de la République portugaise, l'escudo portugais.

## Unités monétaires portugaises
- Replaçant le dinheiro, le réal portugais fut la monnaie de royaume de Portugal de 1430 à 1911.
- L’escudo portugais (PTE[1]), subdivisé en 100 centavos, fut la devise[2] de la République de Portugal de 1911 à 2002.
- L’euro.

## Pièces de monnaie républicaines

### Deuxième série de pièces de la République (Ditadura Nacional)
En 1926 (Revolução de 28 de Maio de 1926), un coup d'État met fin à la Première République. 
Mendes Cabeçadas devient le premier président de la Ditadura Nacional. Le Général Manuel de Oliveira Gomes da Costa lui succède rapidement. La dictature militaire dure jusqu'en 1933.
De nouvelles pièces de 50 centavos et de 1 escudo sont frappées début 1927. Malgré le régime fort, les attributs de la république sont toujours présents sur les pièces : la mention REPUBLICA PORTUGUESA, le blason de la république et une allégorie de la république : une femme portant le bonnet phrygien. 
| Valeur      | Paramètres techniques | Paramètres techniques | Paramètres techniques | Description                                                                     | Description                                                 | Description | Millésimes |
| Valeur      | Diamètre              | Poids                 | Composition           | Avers                                                                           | Revers                                                      | Artiste     | Millésimes |
| ----------- | --------------------- | --------------------- | --------------------- | ------------------------------------------------------------------------------- | ----------------------------------------------------------- | ----------- | ---------- |
| 50 centavos |                       |                       | Nickel-Bronze         | allégorie de la république avec la mention REPUBLICA PORTUGUESA et le millésime | la valeur faciale 50 CENTAVOS et le blason de la république |             | 1927-1968  |
| 1 Escudo    |                       |                       | Nickel-Bronze         | allégorie de la république avec la mention REPUBLICA PORTUGUESA et le millésime | la valeur faciale 1 ESCUDO et le blason de la république    |             | 1927-1968  |

### Troisième série de pièces de la République (Estado Novo)
En 1933, l'Estado Novo, régime autoritaire de Salazar, est mis en place. Ce régime tombe en 1974 à la suite de la Révolution des œillets.
| Valeur      | Paramètres techniques | Paramètres techniques | Paramètres techniques | Description                                                                     | Description                                             | Description | Millésimes |
| Valeur      | Diamètre              | Poids                 | Composition           | Avers                                                                           | Revers                                                  | Artiste     | Millésimes |
| ----------- | --------------------- | --------------------- | --------------------- | ------------------------------------------------------------------------------- | ------------------------------------------------------- | ----------- | ---------- |
| 10 centavos |                       |                       | Bronze                | le blason de la république avec la mention REPUBLICA PORTUGUESA et le millésime | la valeur faciale X CENTAVOS sur une branche d'olivier  |             | 1942-1969  |
| 20 centavos |                       |                       | Bronze                | le blason de la république avec la mention REPUBLICA PORTUGUESA et le millésime | la valeur faciale XX CENTAVOS sur une branche d'olivier |             | 1942-1969  |

Une série complète de nouvelles pièces sont frappées à partir des années 1960, les pièces en argent métal sont peu à peu supprimées.
| Valeur      | Paramètres techniques | Paramètres techniques | Paramètres techniques | Description                                                                     | Description                                                   | Description | Millésimes |
| Valeur      | Diamètre              | Poids                 | Composition           | Avers                                                                           | Revers                                                        | Artiste     | Millésimes |
| ----------- | --------------------- | --------------------- | --------------------- | ------------------------------------------------------------------------------- | ------------------------------------------------------------- | ----------- | ---------- |
| 10 centavos |                       |                       | 100 % Al              | le blason de la république avec la mention REPUBLICA PORTUGUESA et le millésime | la valeur faciale 10 CENTAVOS sur une branche d'olivier       |             | 1971-      |
| 20 centavos |                       |                       | Bronze                | le blason de la république avec la mention REPUBLICA PORTUGUESA et le millésime | la valeur faciale 20 CENTAVOS sur une branche d'olivier       |             | 1969-      |
| 50 centavos |                       |                       | Bronze                | le blason de la république avec la mention REPUBLICA PORTUGUESA et le millésime | la valeur faciale 50 CENTAVOS sur cinq épis de blé            |             | 1969-      |
| 1 escudo    |                       |                       | Bronze                |                                                                                 | la valeur faciale 1 ESCUDO sur cinq épis de blé               |             | 1969-      |
| 2.5 escudos |                       |                       | 75 % Cu 25 % Ni       | une caravelle avec la mention REPUBLICA PORTUGUESA et le millésime              | la valeur faciale 2$50, en dessous du blason de la république |             | 1963-      |
| 5 escudos   |                       |                       | 75 % Cu 25 % Ni       | une caravelle avec la mention REPUBLICA PORTUGUESA et le millésime              | la valeur faciale 5$00 en dessous du blason de la république  |             | 1963-      |
| 10 escudos  |                       |                       | 75 % Cu 25 % Ni       | une caravelle avec la mention REPUBLICA PORTUGUESA et le millésime              | la valeur faciale 10$00 en dessous du blason de la république |             | 1971-      |

### Quatrième série de pièces de la République (Deuxième république)
La Révolution des œillets (25 avril 1974) rétablit la démocratie. Le Portugal devient une République unitaire parlementaire qui s'appuie sur la Constitution portugaise du 2 avril 1976.
En raison de l'inflation importante,
- les pièces en « centavos » sont retirées de la circulation ;
- de nouvelles pièces apparaissent : 10, 20, 50, 100 et 200 escudos.

Cette série de pièces circulera jusqu'à l'apparition de l'euro.
| Valeur      | Paramètres techniques   | Paramètres techniques | Description | Description | Description  | Millésimes |
| Valeur      | Image (pas à l'échelle) | Composition           | Avers | Revers | Artiste      | Millésimes |
| ----------- | ----------------------- | --------------------- | --- | --- | ------------ | ---------- |
| 1 escudo    |                         | Bronze                | Le blason de la république entouré de la mention REPUBLICA PORTUGUESA et du millésime                                | la valeur faciale 1 ESCUDO sous un motif à huit boucles                                                            |              | 1986-1998  |
| 5 escudos   |                         | Bronze                | Le blason de la république entouré de la mention REPUBLICA PORTUGUESA et du millésime                                | la valeur faciale 5 ESCUDOS sur un motif à treize boucles                                                          |              | 1986-2000  |
| 10 escudos  |                         | Bronze                | Le blason de la république entouré de la mention REPUBLICA PORTUGUESA et du millésime                                | la valeur faciale 10 ESCUDOS sur un motif en croix remplie de ronds                                                |              | 1986-2000  |
| 20 escudos  |                         | 75 % Cu 25 % Ni       | Un motif géomètrique dans un polygone à neuf côtés                                                                   | la valeur faciale 20 ESCUDOS sous le blason portugais et le millésime entourés de la mention REPUBLICA PORTUGUESA  |              | 1986-2000  |
| 50 escudos  |                         | 75 % Cu 25 % Ni       | Une caravelle sur la mer, avec l'écu portugais sur la voile                                                          | la valeur faciale 50 ESCUDOS sous le blason portugais et le millésime entourés de la mention REPUBLICA PORTUGUESA  |              | 1986-2000  |
| 100 escudos |                         | Pièce bimétallique    | Pedro Nunes, mathématicien et cosmographe, avec PEDRO NUNES entre les douze étoiles européennes et la mention EUROPA | la valeur faciale 100 ESCUDOS sous le blason portugais entourés de la mention REPUBLICA PORTUGUESA et le millésime | José Candido | 1989-2000  |
| 200 escudos |                         | Pièce bimétallique    | Garcia de Orta, médecin et un botaniste, avec GARCIA DE ORTA                                                         | la valeur faciale 200 ESCUDOS sous le blason portugais entourés de la mention REPUBLICA PORTUGUESA et le millésime | José Candido | 1991-2000  |